# Oniceni
Oniceni là một xã thuộc hạt Neamț, România. Dân số thời điểm năm 2002 là 3324 người.